# Widawa
Widawa è un comune rurale polacco del distretto di Łask, nel voivodato di Łódź.
Ricopre una superficie di 178,04 km² e nel 2004 contava 8 078 abitanti.